# Mani pulite

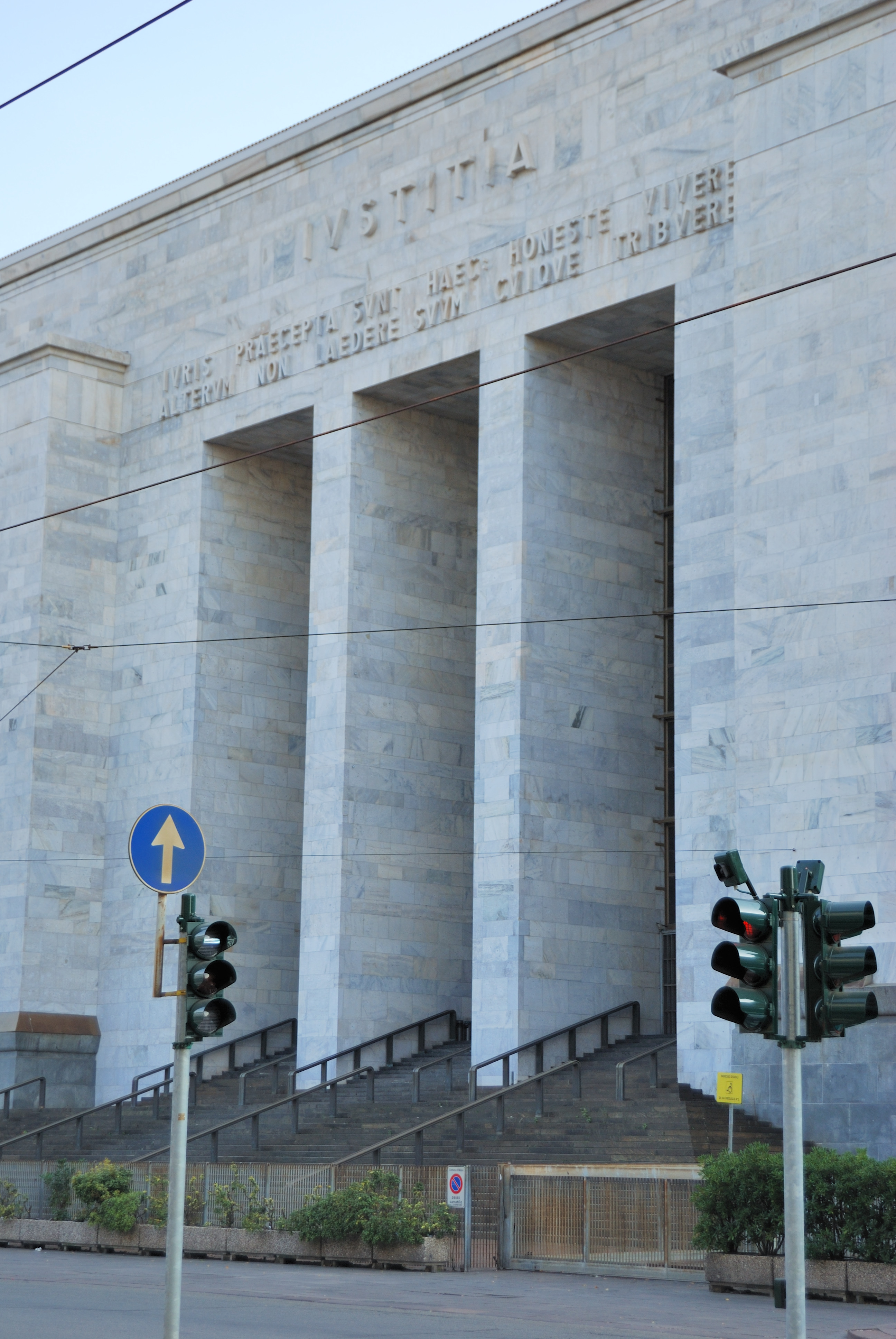
Palazzo di Giustizia di Milano, simbolo delle inchieste

Antonio Di Pietro nel 1993-1994, come pubblico ministero del processo Enimont-Cusani. Di Pietro è il magistrato più famoso di Mani pulite.

Mani pulite è la prima e più vasta delle inchieste che descrivono il fenomeno Tangentopoli. Con questo termine giornalistico ci si riferisce ad una serie di inchieste giudiziarie condotte in Italia nella prima metà degli anni novanta da parte di varie procure giudiziarie, in particolare quella di Milano, che rivelarono un sistema fraudolento ovvero corrotto che coinvolgeva in maniera collusa la politica e l'imprenditoria italiana.
L'impatto mediatico e il clima di sdegno dell'opinione pubblica che ne seguirono furono tali da decretare il crollo della cosiddetta Prima Repubblica e l'inizio della Seconda Repubblica, in quanto partiti storici della Repubblica Italiana come la DC e il PSI si sciolsero, venendo sostituiti in Parlamento, nelle successive elezioni, da partiti di nuova formazione o che prima erano sempre stati minoritari e comunque all'opposizione; anche senza un formale cambiamento di regime, si ebbe un profondo mutamento del sistema partitico e un ricambio di parte dei suoi esponenti nazionali.

## Origine della locuzione
La locuzione «Mani pulite» applicata alla politica venne coniata nel film di denuncia sociale Le mani sulla città del 1963: in una scena del film, i deputati di maggioranza del Consiglio comunale di Napoli, in risposta a un consigliere di opposizione che li accusa di avere le mani sporche (in riferimento a un probabile coinvolgimento in una speculazione edilizia), affermano: «Le nostre mani sono pulite!». La locuzione venne ripresa nel 1975 da Giorgio Amendola, deputato del PCI, durante un'intervista pubblicata da Il Mondo in cui affermava: «Ci hanno detto che le nostre mani sono pulite perché non l'abbiamo mai messe in pasta». L'espressione venne ripresa ancora due anni dopo dallo scrittore Claudio Castellacci e nel 1980 dal Capo dello Stato Sandro Pertini. In un'accezione ristretta, «Mani pulite» fa riferimento al fascicolo aperto alla Procura di Milano nel 1991 da Antonio Di Pietro, mentre in un'accezione allargata fa riferimento alle indagini condotte anche da altre procure italiane negli anni novanta, che vertevano appunto sulla collusione fra politica e imprenditoria: si parlò infatti anche di «Mani pulite napoletana» per le indagini contro Francesco De Lorenzo, Antonio Gava e Paolo Cirino Pomicino e di «Mani pulite romana» per le indagini su Giorgio Moschetti.

## Antefatti
Durante gli anni '80 erano già cominciati ad emergere poco a poco degli scandali di tangenti e di corruzione-concussione tra il mondo della politica e il mondo delle imprese, dell'industria e della finanza. In particolare all'epoca era il Partito Socialista Democratico Italiano a essere saldamente a capo dei lavori pubblici, con il suo esponente Franco Nicolazzi a capo del relativo dicastero quasi ininterrottamente dal 1979 al 1987, finendo per venire travolto già nel marzo 1988 per lo scandalo delle "carceri d'oro".
Altri scandali "d'oro" emersero in quello stesso periodo (come lo scandalo delle "lenzuola d'oro" e altri ancora) e la fiducia della popolazione nei confronti della politica cominciò a raffreddarsi.

## Storia

### L'arresto di Mario Chiesa e le prime inchieste
Le vicende iniziarono lunedì 17 febbraio 1992, quando il pubblico ministero Antonio Di Pietro chiese e ottenne dal GIP Italo Ghitti un ordine di cattura per l'ingegner Mario Chiesa, presidente del Pio Albergo Trivulzio e membro di primo piano del PSI milanese. Chiesa era stato colto in flagranza di reato mentre intascava una "tangente" dall'imprenditore monzese Luca Magni che, stanco di pagare, lo aveva denunciato all'Arma dei Carabinieri. Magni, d'accordo coi carabinieri e con Di Pietro, fece ingresso alle 17:30 nell'ufficio di Chiesa, portando con sé 7 milioni di lire, corrispondenti alla metà di una tangente richiesta a lui da quest'ultimo; l'appalto ottenuto dall'azienda di Magni era infatti di 140 milioni e Chiesa aveva preteso per sé il 10%, quindi una tangente da 14 milioni. Magni aveva un microfono e una telecamera nascosti e, appena Chiesa ripose i soldi in un cassetto della scrivania, dicendosi disponibile a rateizzare la transazione, nella stanza irruppero i militari, che notificarono l'arresto. Chiesa, a quel punto, afferrò il frutto di un'altra tangente, stavolta di 37 milioni, e si rifugiò nel bagno attiguo, dove tentò invano di liberarsi del maltolto buttando le banconote nel water.

La notizia fece scalpore, finendo sulle prime pagine dei quotidiani e venendo ripresa dai telegiornali. Il segretario socialista Bettino Craxi, allora impegnato nella campagna elettorale per le elezioni politiche nazionali che si sarebbero svolte in primavera, in un'intervista rilasciata a Daniela Vergara per il TG3 negò l'esistenza della corruzione a livello nazionale, definendo Mario Chiesa un «mariuolo isolato», una scheggia impazzita dell'altrimenti integro PSI, affermando: 
Rinchiuso nel carcere di San Vittore, Chiesa in un primo momento non confessò. Il PM Di Pietro, che nelle indagini sull'ingegnere aveva scoperto e messo sotto sequestro due conti svizzeri, Levissima e Fiuggi, chiamò al telefono il suo avvocato, Nerio Diodà, e gli disse:
Così, sotto interrogatorio, Chiesa rivelò che il sistema delle tangenti era molto più esteso rispetto a quanto affermato da Craxi. Secondo le sue dichiarazioni, la tangente era diventata una sorta di «tassa», richiesta nella stragrande maggioranza degli appalti. A beneficiare del sistema erano stati politici e partiti di ogni colore, specialmente quelli al governo come la DC e il PSI. Chiesa fece anche i nomi delle persone coinvolte.

### L'allargamento delle indagini e le elezioni del 1992

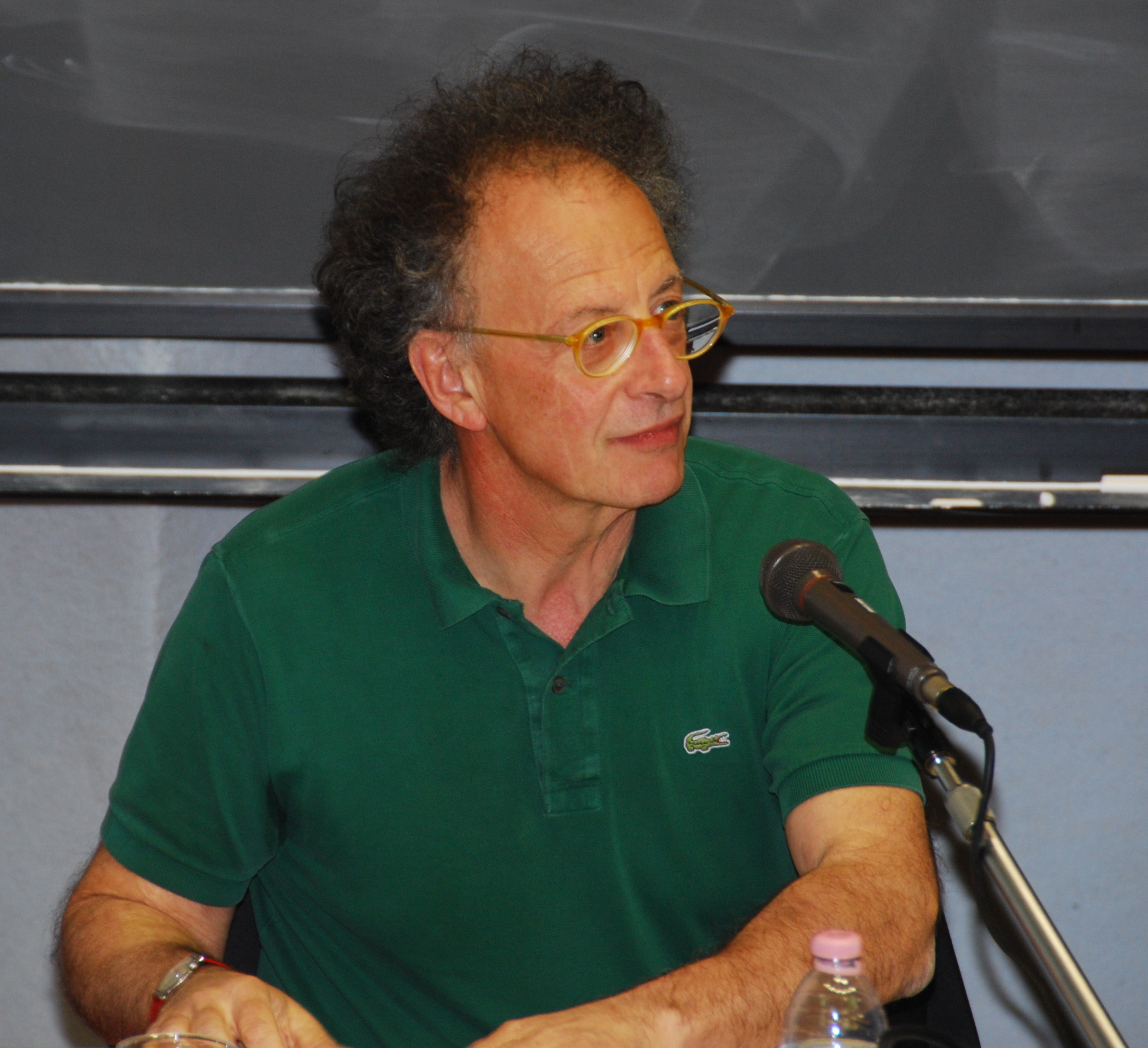
Gherardo Colombo, uno dei magistrati del pool, indagò anche sulla loggia P2 e sui fondi neri dell'IRI.

«Benché preparata a lungo nell’anno precedente e forse anche prima», Mani pulite nasce alla fine dell’aprile 1992, «quando è creato, presso la Procura di Milano, il pool di pubblici ministeri che si occuperà dell’indagine: Antonio Di Pietro, Gherardo Colombo, Pier Camillo Davigo, coordinati da Gerardo D’Ambrosio.
Allo stesso tempo, in forma molto meno ufficiale, si forma il pool dei cronisti che si occupano dell’indagine per i più grandi quotidiani italiani. Scambiarsi le notizie ricevute dalle «fonti» e trovate con le indagini serve all’inizio a evitare i «buchi» in presenza di continue novità, e anche a contrastare i veleni della disinformazione, che cominciano a girare. Ma col passare del tempo il pool dei cronisti si trasforma in una specie di ufficio stampa della Procura, un grande amplificatore delle mosse dei pubblici ministeri».
Vista la delicata situazione politica, in piena campagna elettorale, Di Pietro mantenne sulle indagini il più assoluto riserbo. Mentre alcune formazioni politiche come la Lega Nord iniziarono a cogliere la sempre crescente indignazione popolare per raccogliere voti (con lo slogan «Roma ladrona!»), altre, come la DC, sottovalutarono il peso politico di Mani pulite e altri ancora come Bettino Craxi accusarono la Procura di Milano di muoversi secondo un «preciso disegno politico».
Le elezioni dell'aprile 1992 furono segnate dal crescere dell'astensione e dell'indifferenza della popolazione nei confronti di una politica chiusa e ingabbiata negli stessi schemi dai tempi del dopoguerra, incapace di rinnovarsi malgrado gli epocali cambiamenti storici di quegli anni. Il calo di consensi investì quasi tutti i maggiori partiti: la DC calò dal 34,31% al 29,66; il PSI, che nelle precedenti consultazioni aveva toccato i suoi massimi storici, scese di un punto percentuale; PRI, PLI e PSDI conservarono le loro posizioni. Il PDS e il PRC, eredi del disciolto PCI, persero quasi il 5% dei voti. I veri vincitori delle elezioni furono la Lega Nord e La Rete, due formazioni di recente fondazione, sviluppatesi la prima nell'Italia settentrionale e l'altra nel Meridione, che registrarono un vero e proprio boom, facendo della moralizzazione e del rinnovamento politico i propri cavalli di battaglia: il movimento leghista passò da 2 parlamentari (un deputato e un senatore) a 80 (55 deputati e 25 senatori), mentre quello fondato dall'ex democristiano Leoluca Orlando ottenne buoni risultati soprattutto a Palermo e Torino, eleggendo 15 parlamentari su scala nazionale (12 deputati e 3 senatori).
Subito dopo le elezioni, molti industriali e politici furono arrestati con l'accusa di corruzione. Le indagini iniziarono a Milano, ma si propagarono velocemente ad altre città, a mano a mano che procedevano le confessioni.
Fondamentale, per questa espansione esponenziale delle indagini, fu la diffusa tendenza dei leader politici a privare del proprio appoggio i politici meno importanti che venivano arrestati: questo fece sì che molti di questi si sentissero traditi e spesso accusassero altri politici, che a loro volta ne accusavano altri ancora.
Nel Parlamento che si formò, il quadripartito (DC, PSI, PSDI e PLI) aveva una maggioranza risicata e fu progressivamente indebolito dall'ondata di arresti e di avvisi di garanzia che si susseguivano. Quando a maggio le Camere appena riunite furono chiamate a eleggere il nuovo Presidente della Repubblica, le votazioni si tennero in un clima di fortissima tensione politica (in quegli stessi giorni veniva ucciso il giudice Giovanni Falcone): fu affossata dapprima la candidatura di Arnaldo Forlani, poi quella di Giulio Andreotti. Alla fine, dopo ben 16 scrutini andati a vuoto, fu eletto il democristiano Oscar Luigi Scalfaro, che appena un mese prima era stato eletto presidente della Camera. Una delle sue prime decisioni da Capo dello Stato fu quella di non concedere incarichi ai politici vicini agli inquisiti: Bettino Craxi, che aspirava a tornare alla Presidenza del Consiglio, dovette rinunciare in favore di Giuliano Amato.
Ad agosto, Craxi attaccò Di Pietro sull'Avanti!, organo del suo partito: «Non è tutto oro quel che luccica. Presto scopriremo che Di Pietro è tutt'altro che l'eroe di cui si sente parlare. Ci sono molti, troppi aspetti poco chiari su Mani Pulite».
Il 2 settembre 1992 il socialista Sergio Moroni si uccise. Poco prima aveva scritto una lettera in cui si dichiarava colpevole, affermando che i crimini commessi non erano per il proprio tornaconto ma a beneficio del partito, e accusò il sistema di finanziamento di tutti i partiti. Craxi, segretario del PSI, molto legato a Moroni, si scagliò contro stampa e magistratura sostenendo che si fosse creato un «clima infame». Prima di Moroni si suicidarono altri due indagati: il socialista Renato Amorese, ex segretario del partito di Lodi, e l'imprenditore Mario Majocchi, vicepresidente dell'ANCE sotto inchiesta per le tangenti dell'autostrada Milano-Serravalle. Entrambi erano in libertà, non in carcere.
A settembre viene resa nota un'indagine della Procura di Brescia su un ex ufficiale dei carabinieri che avrebbe girato l'Italia per raccogliere notizie compromettenti sulla vita privata di Di Pietro: due suoi amici avrebbero infatti ricevuto offerte in denaro per rivelare che il magistrato avrebbe fatto uso di droga. L'indagine venne archiviata.
Secondo alcune dichiarazioni dello stesso Craxi, il Capo della Polizia, Vincenzo Parisi, lo avrebbe incontrato e gli avrebbe riferito che era in possesso di tabulati telefonici su contatti fra Di Pietro e l'avvocato Giuseppe Lucibello su un loro misterioso viaggio in Svizzera.

### La reazione dell'opinione pubblica

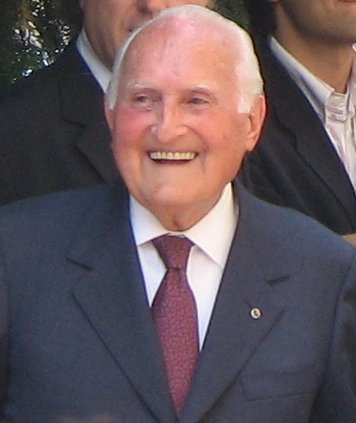
Oscar Luigi Scalfaro, Presidente della Repubblica dal 1992 al 1999

L'opinione pubblica, dopo l'iniziale smarrimento, si schierò in massa dalla parte dei PM: la legge sul finanziamento pubblico ai partiti veniva percepita come priva di senso, visto che per anni era stata spiegata con le necessità di sostentamento della politica ed ora si scopriva che ciò non aveva fatto venir meno la corruzione.
Nacquero comitati e movimenti spontanei, furono organizzate fiaccolate di solidarietà con il pool, sui muri comparvero scritte come «W Di Pietro», «Di Pietro non mollare», «Di Pietro facci sognare» e «Di Pietro tieni duro!». Si diffusero persino slogan come «Tangente, tangente. E i diritti della gente?» o «Milano ladrona, Di Pietro non perdona!», o anche «Colombo, Di Pietro: non tornate indietro!»; vennero distribuiti saponi Mani pulite e orologi Ora legale. Nei sondaggi dell'epoca, la popolarità di Di Pietro e del pool raggiunse la percentuale record dell'80%, la cosiddetta «soglia dell'eroe».

### La pioggia di avvisi di garanzia
Nelle elezioni locali dell'autunno 1992 si confermò la crisi dei partiti tradizionali: la DC e il PSI persero ciascuno circa la metà dei voti. In particolare a Mantova, dove si votava per la Provincia, la Lega Nord ottenne la maggioranza relativa sfiorando il 34% dei voti, mentre la DC scendeva al 14%, il PDS dal 32 del PCI a meno del 18% (a cui andava aggiunto il 6,7% del PRC), il PSI dal 14,5 al 7,2%.
Le inchieste proseguirono e si estesero in tutta Italia, offrendo un panorama di corruzione diffusa dal quale nessun settore della politica nazionale o locale appariva immune. Politici e imprenditori di primissimo piano furono inquisiti e travolti da una pioggia di avvisi di garanzia. Tra questi anche Bettino Craxi, che a febbraio dovette dimettersi da segretario del PSI. Una mole ingente di procedimenti (72) furono intentati anche contro il tesoriere DC Severino Citaristi. Il 26 febbraio ricevette un avviso di garanzia Giorgio La Malfa, segretario del PRI (sostituito da Giorgio Bogi), il 15 marzo fu la volta del segretario liberale Renato Altissimo (sostituito da Raffaele Costa), e il 29 dello stesso mese fu indagato il socialdemocratico Carlo Vizzini (lasciò la segreteria del partito all'ex magistrato Enrico Ferri).
Sulla spinta delle crescenti proteste popolari, il governo Amato s'impegnò a sollecitare le dimissioni di ogni suo componente raggiunto da un avviso di garanzia. Le inchieste toccarono inevitabilmente anche molti ministri, tanto che l'esecutivo raggiunse una percentuale di dimissioni senza precedenti.
Dopo alcune affermazioni di Umberto Bossi circa il coinvolgimento di un personaggio di altissimo livello, gli stessi ambienti della Procura milanese divulgarono una «velina» alla stampa in cui si precisava che nessuna delle supreme cariche dello Stato (Presidente della Repubblica, Presidenti di Camera e Senato, Presidente del Consiglio) era nel mirino delle inchieste in corso.
Le indagini fecero emergere anche l'esistenza di conti personali, dove venivano dirottati i soldi delle tangenti, che venivano usati quindi non soltanto per sostenere le spese dei partiti. Ad esempio, come avrebbe sancito la sentenza della Corte d'appello di Milano del 26 ottobre 1999, Bettino Craxi utilizzò i fondi provenienti dalle mazzette oltre che per pagare «gli stipendi dei redattori dell'Avanti!», anche per una serie di impieghi inequivocabilmente personali:
A febbraio, il socialista Silvano Larini si costituì e confessò la verità sul conto protezione, che aveva come reale destinatario il Partito Socialista nelle persone di Claudio Martelli (percettore materiale) e Craxi: Martelli si dimise da Ministro della Giustizia e si sospese dal partito, pregiudicandosi ogni possibilità di succedere a Craxi, che in quelle ore era dimissionario da segretario nazionale. Martelli, accusato di bancarotta fraudolenta, si salverà grazie alla prescrizione del reato dopo aver risarcito 800 milioni di lire.
Nelle nuove elezioni amministrative del 6 giugno 1993 il pentapartito conobbe un pesante tracollo: la DC perse nuovamente metà dei voti e il PSI praticamente sparì (a Milano, dove per un secolo era stato protagonista della vita pubblica, non riuscì a eleggere nemmeno un consigliere comunale). La Lega Nord divenne la maggior forza politica dell'Italia settentrionale conquistando anche la città di Milano, dove fu eletto sindaco Marco Formentini; l'opposizione di sinistra si avvicinava alla maggioranza grazie al fatto che il PDS era abbastanza abile nel fare alleanze, ma mancava ancora di unità e di comando.
La Falange Armata, formazione eversiva di destra sospettata di legami con i servizi segreti deviati, mandò il primo messaggio di morte al pool.
Secondo le dichiarazioni di alcuni pentiti, la mafia progettava di eliminare Di Pietro, per un favore da ricambiare verso un politico del Nord.

### Il decreto Conso: il «colpo di spugna»

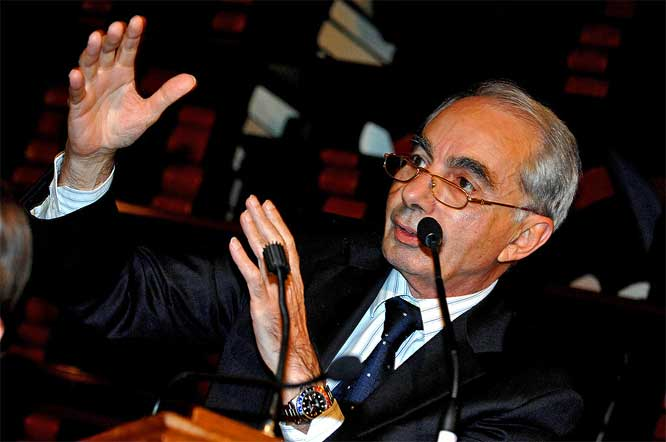
Giuliano Amato, Presidente del Consiglio tra il 1992 e il 1993

Il 5 marzo 1993, il governo varò un decreto legge (il «decreto Conso», da Giovanni Conso, il Ministro della Giustizia che lo propose), che depenalizzava il finanziamento illecito ai partiti e definito per questo il «colpo di spugna». Il decreto, che recepiva un testo già discusso e approvato dalla commissione affari costituzionali del Senato, manteneva un «silenzio ipocrita» sul valore retroattivo della depenalizzazione, che quindi avrebbe compreso anche gli inquisiti di Mani pulite. Naturalmente, si sarebbe trattato di una retroattività scontata, essendo previsto dall'articolo 2 secondo comma del codice penale che le depenalizzazioni hanno sempre effetto retroattivo, persino se nel frattempo è già intervenuta una condanna irrevocabile.
L'allarme che le inchieste di Tangentopoli rischiavano di insabbiarsi fu lanciato dal pool milanese in televisione: l'opinione pubblica e i giornali gridarono allo scandalo e il Presidente della Repubblica Oscar Luigi Scalfaro per la prima volta nella storia repubblicana rifiutò di firmare un decreto-legge, ritenendolo incostituzionale.
Carlo Ripa di Meana, Ministro dell'Ambiente, diede le dimissioni dopo aver votato contro il decreto in Consiglio dei Ministri. Pochi giorni dopo, al referendum del 18 aprile 1993 (promosso dal democristiano dissidente Mario Segni), gli elettori votarono in massa a favore dell'introduzione del sistema elettorale maggioritario. Fu un segnale politico molto forte della sempre più crescente sfiducia nei confronti della politica tradizionale: il governo Amato, intravedendo nel risultato del referendum un segnale di sfiducia nei suoi confronti, rassegnò le dimissioni il 21 aprile.

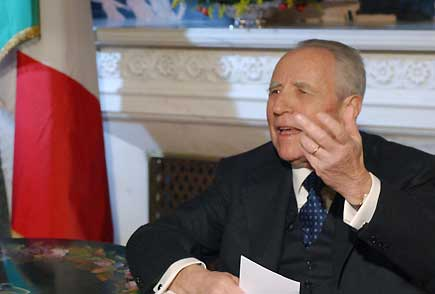
Carlo Azeglio Ciampi, Presidente del Consiglio tra il 1993 e il 1994

Il Parlamento non riuscì a formare un nuovo governo politico: Scalfaro decise perciò di affidare la presidenza del Consiglio al governatore della Banca d'Italia Carlo Azeglio Ciampi, primo premier non politico della storia repubblicana italiana. Ciampi si pose due obiettivi fondamentali: una nuova legge elettorale che doveva essere scritta sotto dettatura del referendum (che fu poi approvata nell'agosto di quell'anno e, introducendo un sistema per tre quarti maggioritario e per un quarto proporzionale con liste bloccate, tradì in parte la volontà referendaria) e il rilancio dell'economia (che stava vivendo una difficilissima stagnazione, con la lira precipitata ai minimi storici).

### La contestazione a Craxi
L'opinione pubblica ritenne che il salvataggio di Craxi fosse dovuto esclusivamente ai voti di parlamentari della vecchia maggioranza, in particolare dei democristiani e dei socialisti, che avevano molti rappresentanti sotto inchiesta. In realtà la votazione si tenne a scrutinio segreto e i conteggi dimostrarono che lo schieramento del «no» era più ampio, al punto da far sospettare che in favore di Craxi avessero votato anche alcuni parlamentari dell'opposizione (della Rete, della Lega Nord, del PRC e di parte del PDS). Ciò sarebbe avvenuto per poi gridare allo scandalo e ottenere elezioni anticipate, con un Parlamento eletto ancora con il sistema proporzionale, secondo una tecnica di utilizzo del voto segreto definita "la mossa del cavallo".
Il 29 aprile 1993 la Camera dei deputati negò l'autorizzazione a procedere nei confronti di Bettino Craxi, che all'epoca, in quanto deputato, godeva ancora dell'immunità parlamentare. Quello stesso giorno Craxi si era presentato nell'aula e in un discorso ammise di aver ricevuto finanziamenti illeciti, ma si giustificò sostenendo che i partiti non potevano sorreggersi con le entrate legali e attaccò l'ipocrisia di coloro che, all'interno del Parlamento, sostenevano le tesi dei magistrati, ma in realtà anche loro avevano beneficiato del sistema delle tangenti. Mentre il Presidente della Camera Giorgio Napolitano leggeva i risultati delle votazioni, contrari all'autorizzazione, i deputati della Lega Nord e del MSI insultarono i colleghi dando loro dei «ladri» e degli «imbroglioni».

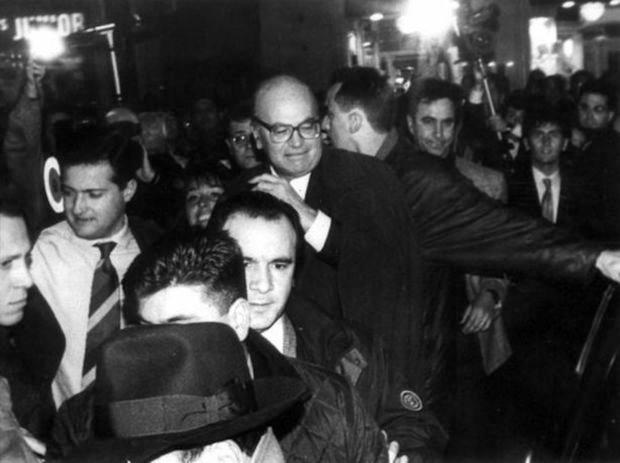
Lancio delle monetine a Bettino Craxi all'uscita dell'Hotel Raphael

La mancata autorizzazione scatenò una reazione violentissima: Occhetto fece ritirare i tre ministri del PDS (Augusto Antonio Barbera, Luigi Berlinguer e Vincenzo Visco), mentre Francesco Rutelli si dimise per protesta dall'appena costituito governo Ciampi. Il giorno dopo studenti dei licei romani manifestarono per le strade della Capitale: alcune Università furono occupate, in molte città le sedi del PSI furono assalite dai manifestanti; la stessa sezione nazionale in via del Corso fu oggetto di una sassaiola, scongiurata da alcune cariche della polizia.
Nel pomeriggio i partiti di sinistra (PDS, Verdi, PRC e altri) indissero una manifestazione a piazza Navona, mentre il MSI ne allestì una parallela davanti a Montecitorio: entrambe chiedevano lo scioglimento delle Camere.
Al termine delle manifestazioni, un gruppo di persone si avvicinò all'Hotel Raphael, in largo Febo nel centro di Roma, che era la residenza capitolina di Craxi. Quando l'ex segretario socialista uscì dall'albergo, i manifestanti gli lanciarono oggetti di ogni tipo, soprattutto monetine; altri sventolavano banconote (gridando: «Bettino, vuoi pure queste?»), e nel frattempo venivano scanditi slogan contro il politico socialista cui auspicavano il carcere («Bettino, Bettino, il carcere è vicino!») o addirittura il suicidio.
I magistrati del pool di Milano, che avevano stilato altre autorizzazioni a procedere, annunciarono che avrebbero presentato ricorso alla Corte costituzionale contro quella che consideravano un'interferenza del Parlamento nei loro poteri.
Pochi mesi dopo, il 4 agosto, la Camera autorizzò a indagare su Craxi in base a quattro nuove richieste di autorizzazione a procedere.

### Il caso degli emoderivati infetti
Nel 1993 Duilio Poggiolini e altri importanti personaggi della sanità di allora vennero indagati per un giro di corruzione a vari livelli, incluse bustarelle delle case farmaceutiche Bayer e Baxter International per il commercio di flaconi di sangue intero ed emoderivati infetti con HIV ed epatiti presi da tossicodipendenti, galeotti e persone con rischiose attività sessuali. Le persone, che in conseguenza di questo sono state infettate durante le trasfusioni, si sono costituite parte lesa durante i processi.

### La «stagione dei suicidi» e gli attacchi a Di Pietro
A metà marzo fu reso pubblico uno scandalo per 250 milioni di dollari, riguardante l'Eni. Il flusso di accuse, arresti e confessioni non si arrestò. Nel frattempo, Di Pietro chiese una rogatoria sui conti di Craxi a Hong Kong. La Falange Armata inviò una nuova minaccia contro Di Pietro: «Gli uccideremo il figlio». A giugno venne arrestato il primo manager Fininvest, Aldo Brancher. Secondo il giornalista Marco Travaglio, il 12 luglio Silvio Berlusconi inviò un fax a il Giornale, di cui era proprietario suo fratello Paolo, intimando di «sparare a zero sul pool». Ma il direttore Indro Montanelli e il condirettore Federico Orlando si rifiutarono.
Il 17 luglio 1993 Il Sabato, settimanale di Comunione e Liberazione, pubblicò un dossier sulla corruzione nella politica della prima Repubblica, sul fatto che la magistratura ne sarebbe stata al corrente e sulle presunte malefatte di Di Pietro, il quale sarebbe stato in combutta con diversi imprenditori, che in cambio di denaro avrebbe protetto dalle indagini. Il dossier, che indagava sulle proprietà immobiliari e patrimoniali di Di Pietro accresciute in modo esponenziale, era attinto da un manoscritto del giornalista Filippo Facci (identificato in un articolo su il Giornale del 24 luglio 1995); circolato in forma anonima all'inizio del 1993 dopo essere stato acquistato da un fantomatico editore irlandese i suoi contenuti si sarebbero riversati nelle campagne giornalistiche contro il pool condotte negli anni successivi, come il dossier Achille e gli altri addebiti che in sede giudiziaria furono confutati, quando a partire dal 1995 varie sentenze giudicarono infondate quelle campagne scandalistiche.
Il GICO di Firenze concluse le indagini sull'Autoparco di Milano e sulle protezioni accordate dalla mafia: con questi addebiti nell'autunno 1993 la Procura di Firenze ordinò tre mesi di arresti tra gli ufficiali di polizia che collaboravano con il pool di Milano. Il rapporto del GICO cita, a sostegno della richiesta di arresti, anche un «collaboratore», Salvatore Maimone, autore di accuse anche a tre sostituti procuratori milanesi. Maimone poi dichiarò che le accuse ai PM gli erano state sollecitate e in ogni caso il processo agli ufficiali di polizia si concluse con le loro assoluzioni.
Il 20 luglio 1993, l'ex presidente dell'Eni Gabriele Cagliari, dopo oltre quattro mesi di carcere preventivo e quattordici interrogatori, si uccise nel bagno della sua cella. La decisione di compiere il gesto estremo era maturata nelle tre settimane precedenti, in cui scrisse sei lettere in cui motivava la sua decisione. La vedova di Cagliari, Bruna Di Lucca, nel 1995 restituì 12 miliardi e 100 milioni di lire, provenienti da tangenti per 6 miliardi e 700 milioni di lire e per i restanti 5 miliardi e 400 milioni di lire dai proventi della loro gestione, unico caso in cui oltre al capitale fu restituito quanto l'investimento aveva fruttato. Tre giorni dopo si uccise con un colpo di pistola anche Raul Gardini, presidente del gruppo Ferruzzi-Montedison. Gardini aveva saputo dal suo avvocato che stava per essere coinvolto nelle indagini di Mani pulite sulla tangente Enimont.
Alcuni ipotizzarono che il suicidio di Gardini abbia avuto tra le cause scatenanti, oltre al tentativo di eludere il proprio coinvolgimento nel caso Enimont, anche l'intento di non esporsi a collegamenti con Cosa nostra che stavano emergendo dalle indagini; altri ancora ipotizzarono addirittura che il suicidio fosse in realtà un omicidio premeditato negli ambienti politici e che si inscrivesse in un disegno di copertura della corruzione cui appartenne anche il presunto suicidio di Sergio Castellari.
La connessione di Castellari con lo scandalo Enimont sarebbe costituita dalla sua carica di ex direttore generale del ministero delle Partecipazioni Statali, nella cui veste Castellari aveva seguito, insieme al Ministro Franco Piga, tutta la vicenda della joint venture: eppure, pochi giorni prima che scomparisse e che il suo corpo senza vita fosse trovato in una collina a Sacrofano – ucciso da un colpo di pistola sparato alla nuca – aveva inviato al suo avvocato un memoriale in cui spiegava di essere stato completamente escluso dalle trattative che avevano concluso la vicenda Enimont.

### Le tangenti rosse
Il sostituto procuratore Tiziana Parenti, da poco nel pool milanese, nella primavera del 1993 divenne il PM delle «tangenti rosse» al PCI-PDS con le accuse al parlamentare Marcello Stefanini, tesoriere del PDS, per le tangenti versate dal gruppo Ferruzzi a Primo Greganti, il cosiddetto «compagno G».
In ogni caso, «il Pci-Pds uscì relativamente illeso dagli scandali. Il Pci aveva avuto a disposizione minori opportunità di beneficiare del sistema delle tangenti, sia perché era stato escluso dal governo centrale, sia perché poteva contare su altri mezzi di finanziamento, facendo affidamento sul suo legame col movimento delle cooperative. L'accusa mossa al pool di Milano di avere operato sotto la spinta delle proprie simpatie politiche di sinistra è un'interpretazione poco convincente, e certamente non può valere per alcuni dei suoi membri principali».

### Il processo Cusani
Nel frattempo iniziò il processo a Sergio Cusani. Cusani era accusato di reati collegati ad una joint venture tra ENI e Montedison, chiamata Enimont, nella quale aveva fatto da agente di collegamento tra Raul Gardini e il mondo politico nazionale: la sua fedeltà alla memoria del suo vecchio patron, tragicamente defunto, fu probabilmente l'unico argine ad un'ennesima chiamata di correità dei politici, comunque inquisiti per le dichiarazioni convergenti degli altri manager del gruppo Ferruzzi (Garofano e Sama). Ecco perché il giudizio immediato, chiesto a sorpresa dall'imputato e celermente concesso dalla Procura, si trasformò in un'insperata occasione di confrontare il silenzio di Cusani con le prove a suo carico, mostrando come esse fossero sufficienti ad un impianto accusatorio che avrebbe poi retto alla prova anche del successivo troncone del processo Enimont.
Il processo fu trasmesso in diretta dalla Rai, registrando ascolti record: celebri furono gli accesi scontri verbali fra Di Pietro e l'avvocato di Cusani, Giuliano Spazzali, durante i quali il magistrato impiegava il suo colorito linguaggio popolare (il cosiddetto «dipietrese»), che ne aumentò la popolarità e l'affetto del popolo e che sarebbe diventato una delle sue caratteristiche più famose.
Cusani non era una figura di primo piano, ma nell'affare Enimont erano coinvolti molti politici di primo piano e molti di loro furono chiamati a deporre come testimoni. Tra questi, l'ex Presidente del Consiglio, Arnaldo Forlani, che, rispondendo ad una domanda, disse semplicemente: «Non ricordo». Nelle fotocolor e nelle riprese video fatte dai giornalisti, Forlani appariva molto nervoso e sembrava non rendersi conto della goccia di saliva che si accumulava sulle sue labbra; questa immagine assurse a simbolo dell'assenza di autocontrollo di chi era per la prima volta chiamato a rendere conto delle proprie azioni. Bettino Craxi, invece, ammise che il suo partito aveva ricevuto i fondi illegali, anche se negò che ammontassero a 93 milioni di dollari. La sua difesa fu, ancora una volta, che «lo facevano tutti» ma la sua deposizione, al contrario delle precedenti, non venne interrotta dal pubblico ministero d'udienza, Antonio Di Pietro, il quale reagì alle critiche per questa sua inusuale condotta processuale, dichiarando alla stampa che per la prima volta vi era stata una piena confessione.

Anche la Lega Nord e il disciolto PCI, che sostenevano pubblicamente i magistrati e le loro inchieste, furono coinvolti nelle chiamate in correità: sulla base di queste, nel successivo processo Enimont Umberto Bossi e l'ex tesoriere Alessandro Patelli furono condannati per aver ricevuto 200 milioni di lire di finanziamenti illegali, mentre le condanne di Primo Greganti e di alcuni esponenti milanesi toccarono il partito comunista solo marginalmente. Nel processo emerse anche, che una valigia contenente denaro era pervenuta in via delle Botteghe Oscure, nella sede nazionale del PCI, ma le indagini si erano arenate, dato che non si erano trovati elementi penalmente rilevanti nei confronti di persone fisiche. In proposito il pubblico ministero Antonio Di Pietro disse: «La responsabilità penale è personale, non posso portare in giudizio una persona che si chiami Partito di nome e Comunista di cognome». Alcuni detrattori di Di Pietro ritengono tuttavia che il PM non abbia fatto il possibile per individuare i componenti del PCI responsabili di corruzione: ipotesi che Di Pietro liquida come «un'autentica falsità».

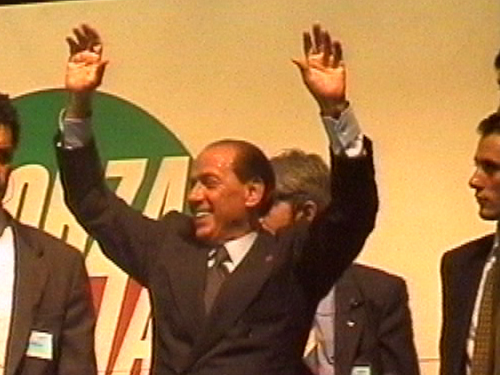
Silvio Berlusconi al comizio di Forza Italia dell'8 giugno 1995

### Le Fiamme sporche
Nel frattempo, le indagini si allargarono oltre i confini della politica: il 2 settembre 1993, fu arrestato il giudice milanese Diego Curtò.
Il 13 marzo 1994, il Giornale – che dopo le dimissioni polemiche di Montanelli era passato in mano a Vittorio Feltri – associò il nome di Curtò e dell'imprenditore Salvatore Ligresti ai magistrati del pool, Davigo, Di Pietro e Francesco Di Maggio. Sarebbero stati tutti soci di una cooperativa edilizia. Feltri fu poi condannato per diffamazione, in quanto quella cooperativa non era mai esistita.
Il 15 marzo la Falange Armata minaccia di nuovo Di Pietro: «Gli metteremo il tritolo sotto la macchina».
Il 26 aprile il vicebrigadiere della Guardia di Finanza Pietro Di Giovanni raccontò al capitano Gianluigi Miglioli che il suo capopattuglia, il maresciallo Francesco Nanocchio, gli consegnò una busta con 2 milioni e mezzo di lire provenienti dall'Edilnord; il giorno dopo Di Pietro e Davigo aprirono un «fascicolo virtuale» e, nelle settimane successive, 80 uomini della Guardia di Finanza (fu per questo coniato il termine «Fiamme sporche») e 300 personalità dell'industria furono accusate di corruzione. A giugno si scoprì che nell'inchiesta delle «Fiamme sporche» era coinvolta anche la Fininvest. Alcuni giorni dopo, un manager della FIAT ammise la corruzione con una lettera a un giornale.
Lo stesso giorno, Berlusconi denunciò al PG di Milano, Giulio Catelani, presunti abusi del pool nelle perquisizioni negli uffici di Publitalia.

### Il decreto Biondi
Nel 1994, Silvio Berlusconi entrava in politica e a fine marzo il suo partito vinse le elezioni. Poco dopo la vittoria, Berlusconi propose pubblicamente a Di Pietro di entrare a far parte del suo governo come Ministro dell'Interno e a Davigo come Ministro della Giustizia, ma entrambi rifiutarono. Nel 2006, Berlusconi negherà di aver mai chiesto ai due magistrati di entrare nel suo Governo.
Nel corso del 1993 e a seguito della sua testimonianza al processo Cusani, emersero sempre più prove contro Bettino Craxi: con la fine della legislatura e l'abolizione dell'autorizzazione a procedere, si fece sempre più vicina la prospettiva di un suo arresto. Il 15 aprile 1994, con l'inizio della nuova legislatura in cui non era stato ricandidato, cessò il mandato parlamentare elettivo e, di conseguenza, venne meno l'immunità dall'arresto. Il 12 maggio 1994 gli venne ritirato il passaporto per pericolo di fuga, ma era già troppo tardi perché Craxi, come si seppe solo il 18 maggio, era già ad Hammamet, in Tunisia; il 5 maggio era stato avvistato a Parigi. Il 21 luglio 1995 Craxi fu dichiarato ufficialmente latitante.
Il 13 luglio 1994 il Governo emanò un decreto-legge (cosiddetto «decreto Biondi» – dall'allora Ministro della Giustizia Alfredo Biondi – spregiativamente soprannominato dai critici «decreto salvaladri») che favoriva gli arresti domiciliari nella fase cautelare per la maggior parte dei crimini di corruzione: erano invece esclusi dal decreto i reati che riguardavano la criminalità organizzata, il terrorismo, l'eversione, il sequestro di persona e il traffico di stupefacenti. Nel merito un imputato poteva essere tenuto in carcere solo se il rischio di fuga era effettivo e ogni altra misura appariva inadeguata. Veniva inoltre ampliata la possibilità del patteggiamento.
Il decreto fu votato lo stesso giorno in cui alle semifinali del Campionato mondiale di calcio 1994, l'Italia sconfiggeva la Bulgaria. Questa coincidenza alimentò il sospetto che si volesse sfruttare un momento in cui l'opinione pubblica era distratta dai Mondiali. Francesco Saverio Borrelli dichiarò polemicamente: «Hanno approfittato di una partita di pallone per fare il decreto». I ministri approvarono il decreto all'unanimità (nonostante qualche scetticismo di Raffaele Costa e Altero Matteoli) e il giorno dopo fu firmato dal Capo dello Stato.
Qualche giorno dopo furono diffuse le prime immagini dei politici accusati di corruzione, che uscivano dal carcere per effetto del decreto Biondi. Fra le scarcerazioni più clamorose vi fu quella dell'ex Ministro della Sanità Francesco De Lorenzo, che venne contestato da un gruppo di giovani mentre raggiungeva la sua abitazione nel centro di Roma. L'uscita di De Lorenzo dal carcere provocò numerose polemiche in quanto la gente trovava particolarmente odiosi i furti ai danni del Servizio Sanitario Nazionale.

Silvio Berlusconi e Bettino Craxi nel 1984

La maggior parte dei magistrati del pool Mani pulite dichiarò che avrebbe rispettato le leggi dello Stato, incluso il «decreto Biondi», ma che essi non potevano lavorare in una situazione di conflitto tra il dovere e la loro coscienza, chiedendo, con un comunicato letto da Di Pietro in diretta televisiva, di venire «assegnati ad altri incarichi». Nel testo, firmato da Antonio Di Pietro, Piercamillo Davigo, Francesco Greco e Gherardo Colombo, c'era scritto:
L'opinione pubblica insorse indignata: il cosiddetto popolo dei fax comunicò il proprio dissenso alle redazioni dei giornali e delle televisioni. I magistrati di Genova rinunciarono alle «deleghe», ossia alle loro specifiche mansioni: Alleanza Nazionale e la Lega Nord, alleati di Berlusconi, presero le distanze dal decreto, che venne frettolosamente ritirato. Si parlò in effetti di un malinteso e il Ministro dell'Interno, Roberto Maroni, sostenne che il testo non corrispondeva ai contenuti approvati durante il Consiglio dei ministri.
Secondo una dichiarazione dello stesso Maroni, il decreto sarebbe stato ispirato dal Ministro della Difesa Cesare Previti, avvocato di Berlusconi.
Il 29 luglio venne arrestato (e poi scarcerato) Paolo Berlusconi con l'accusa di corruzione.

### La denuncia contro ilpool
A settembre, il Ministro per i rapporti con il Parlamento Giuliano Ferrara (Forza Italia) annuncia la sua intenzione di denunciare il pool per attentato alla Costituzione. Verrà denunciato solo Borrelli e in seguito prosciolto.
Il 29 settembre, Sergio Cusani denunciò i giudici del pool per diffamazione e omissione d'atti d'ufficio. Il generale Giuseppe Cerciello, imputato nello scandalo delle «Fiamme sporche», denunciò Borrelli, Colombo e Di Pietro al CSM per presunte manovre intorno al GIP Andrea Padalino. I processi dimostreranno che queste accuse erano tutte invenzioni.
Di Pietro proseguì le sue indagini nei confronti di Berlusconi: il 3 ottobre venne arrestato Giulio Tradati, altro manager Fininvest, il fratello Paolo fu rinviato a giudizio. Vennero scoperte nuove prove sui fondi segreti di Craxi, tra cui una super-tangente di 10 miliardi di lire di Berlusconi all'ex segretario socialista, tramite la società offshore All Iberian.
Il 14 ottobre il Ministro di Grazia e Giustizia Biondi fece partire la prima ispezione contro i magistrati. Per gli ispettori, le inchieste del pool erano tutte corrette. La Falange Armata inviò nuove minacce: «Di Pietro ha i giorni contati. La sua vita è destinata a finire presto».
Il 9 novembre i magistrati trovarono, perquisendo l'abitazione dell'avvocato Fininvest Massimo Maria Berruti, la prova che Berlusconi avrebbe ordinato di inquinare le prove sulla corruzione dell'azienda; si trattava di un cartoncino intestato alla presidenza del Consiglio dei ministri con la scritta «PASSI di udienza» e la data dell'8 giugno 1994. Quel giorno Berruti entrò a Palazzo Chigi alle 20:45 per parlare con il Presidente del Consiglio e, uscito dopo circa mezz'ora, telefonò a casa di un finanziere in pensione, l'ex maresciallo Alberto Corrado, per chiedergli di far tacere Angelo Tanca, accusato di aver ricevuto soldi dopo un controllo fiscale alla Mondadori nel 1991.
Il 21 novembre, su ordine di Borrelli, i carabinieri notificavano per telefono a Berlusconi l'invito a comparire e gli comunicarono due dei tre capi d'imputazione a lui attribuiti. La notizia venne rivelata in esclusiva l'indomani dal Corriere della Sera e il Cavaliere accusò i magistrati di aver violato il segreto istruttorio, passando la notizia al giornale. Si scoprirà poi che erano state fonti vicine a Berlusconi a passare la notizia al Corriere. Le indagini della procura di Brescia videro i magistrati prosciolti dall'accusa di violazione del segreto (perché il segreto cade nel momento in cui l'interessato viene a conoscenza dell'invito a comparire) e le accuse di Berlusconi archiviate.
Il 23 novembre l'assicuratore Giancarlo Gorrini si recò al Ministero di Grazia e Giustizia e denunciò Di Pietro: lo avrebbe ricattato e avrebbe preteso da lui un prestito di 100 milioni senza interessi, una Mercedes, l'affidamento alla moglie, l'avvocato Susanna Mazzoleni, di tutte le cause della sua compagnia, l'accollo di tutti i debiti contratti alle corse ippiche da un certo Eleuterio Rea. Il 24, Biondi avviò un'inchiesta parallela e segreta sul magistrato. Ma il capo degli ispettori, Dinacci, confidò al giudice De Biasi (incaricato di condurre l'inchiesta) che «Previti ha detto di distruggere Di Pietro e che Gorrini era stato pagato».
Il 26 novembre, Di Pietro venne avvertito dallo stesso Previti che al Ministero gli stavano preparando una «polpetta avvelenata». Dopo essersi consultato con i colleghi del pool, Di Pietro decise di redigere una memoria da inviare al CSM. Poi cambiò idea e il 6 dicembre, dopo l'ultima requisitoria per il processo Enimont, si dimise dalla magistratura. Un coro di commenti furibondi, e di accuse veementi ai «poteri forti» che avevano indotto Di Pietro all'abdicazione, si levò da tutto il Paese. L'ANM disse che la democrazia era a rischio, in termini quasi analoghi si espresse Massimo D'Alema, vi furono sit-in e manifestazioni in cui la frase ricorrente era: «Ci ha lasciati soli». La folla radunata davanti al Palazzo di giustizia milanese osannava la Procura e inveiva contro il governo. Ci furono episodi d'intolleranza contro Gianni Pilo, deputato di Forza Italia, e il radicale Marco Taradash. Berlusconi affermò che l'uscita di Di Pietro dalla magistratura lasciava l'amaro in bocca, ma nessuno gli diede credito.
L'inchiesta sulle «Fiamme sporche» venne trasferita dalla Cassazione a Brescia. De Biasi archiviò l'inchiesta su Di Pietro, scagionandolo completamente: «I fatti non hanno nessuna rilevanza disciplinare».
Berlusconi era in difficoltà, oltre che per le vicende giudiziarie, anche sul piano politico e governativo: il 12 novembre ci fu lo sciopero generale contro la riforma delle pensioni, contestata anche dagli alleati leghisti. Nel pomeriggio del 14 novembre Bossi s'incontrò con Rocco Buttiglione e D'Alema (parlamentari dell'opposizione) e i tre decisero di sfiduciare insieme il governo; tre giorni dopo arrivarono le mozioni di sfiducia, una del PDS, una firmata dalla Lega e dai popolari di Buttiglione (più una terza del PRC).
Il 19 dicembre Berlusconi, in un messaggio video, denunciò al Paese il «sopruso» perpetrato nei confronti dei cittadini che il 27 e 28 marzo gli avevano dato la maggioranza parlamentare, e l'iniquità della crisi in atto; tre giorni dopo Bossi annunciò ufficialmente che la Lega Nord avrebbe tolto la fiducia all'esecutivo, nonostante le spaccature interne, e Berlusconi (senza aspettare la pronuncia del Parlamento) presentò a Scalfaro le dimissioni del governo che restava in carica per l'ordinaria amministrazione.

### Denunce contro Di Pietro e altri magistrati

Ilda Boccassini nel 1994

Il 13 gennaio Lamberto Dini ricevette l'incarico di formare un governo tecnico che ottenne la fiducia alla Camera con 302 voti favorevoli (Progressisti, Popolari e Lega Nord), 270 astenuti (il Polo per le Libertà) e 39 voti contrari (il PRC); il voto si ripeté senza troppe variazioni in Senato, dove Dini ottenne 191 voti favorevoli (Progressisti e Lega), 17 contrari (PRC) e 2 astenuti, mentre il Polo abbandonò l'Aula.
A febbraio la denuncia di Cusani contro Di Pietro fu archiviata dal GIP di Brescia. Venne sventato un attentato contro Gerardo D'Ambrosio.
Il GICO di Firenze riaprì l'inchiesta Autoparco. Alla Procura venne consegnato un dossier di 263 pagine, con accuse precise contro i magistrati Di Maggio, Nobili, Armando Spataro e Ilda Boccassini. La Procura archiviò poi, definitivamente, l'inchiesta.
In primavera fu riportato da alcuni giornali che Di Pietro si sarebbe candidato alla Camera dei deputati nelle liste del Polo delle Libertà. Di Pietro, dopo alcuni incontri con Berlusconi e Previti avvenuti presso lo studio legale di quest'ultimo, negò un suo prossimo ingresso in politica, chiarendo che non avrebbe appoggiato alcun partito.
Il 7 aprile Di Pietro venne denunciato dall'avvocato Carlo Taormina e dal generale Cerciello per presunte pressioni su un maresciallo dei carabinieri affinché denunciasse Berlusconi e Cerciello. Il maresciallo smentì tutto e l'accusa venne archiviata dal GIP di Brescia.
Il 13 aprile Berlusconi, in un'intervista al programma televisivo Tempo reale, sostenne che Di Pietro gli avrebbe confidato che non condivideva affatto l'invito a comparire stilato contro di lui, ma l'ormai ex PM smentì.
Il 5 maggio, il Ministro di Grazie e Giustizia Filippo Mancuso annunciò una nuova ispezione a Milano. I giudici avrebbero fatto pressioni sugli ispettori, già inviati da Biondi, affinché scagionassero il pool. Venne aperta un'inchiesta anche sui suicidi di Gabriele Cagliari e di Sergio Moroni. Le ispezioni scagionarono totalmente il pool e, nella relazione, Mani pulite viene difesa per «l'estrema correttezza dell'azione dei magistrati».
Il PG Catelani avviò un'indagine informale contro Borrelli. Un settimanale aveva pubblicato le foto del magistrato impegnato a cavalcare un cavallo con la sigla G.G. (le iniziali di Giancarlo Gorrini). In realtà il cavallo apparteneva a Giovanni Gennari, figlio del noto finanziere Giuseppe Gennari, colui che nel 1992 fu protagonista della scalata alla Banca Nazionale dell'Agricoltura; Borrelli denunciò Catelani al CSM.
Il 20 maggio Berlusconi e altri dirigenti Fininvest furono rinviati a giudizio con l'accusa di aver corrotto la Guardia di Finanza.
A giugno 1995 il PM bresciano Fabio Salamone interrogò Gorrini e Paolo Pillitteri, quindi iscrisse Di Pietro nel registro degli indagati per concussione: avrebbe premuto sugli imprenditori Gorrini e D'Adamo affinché si accollassero i debiti di Rea. L'11 giugno Di Pietro venne inquisito per un'altra concussione ai danni di Gorrini (un prestito di 100 milioni, una Mercedes e un pacchetto sinistri dell'assicurazione di Gorrini a favore dello studio della moglie dell'ex PM, Susanna Mazzoleni). Il 19 sempre Salamone indagava Di Pietro per abuso d'ufficio e per pressioni sui politici milanesi per far diventare Rea il comandante dei vigili urbani milanesi.
Il quotidiano il Giornale pubblicò un nuovo scoop contro Davigo: il magistrato sarebbe stato membro di una cooperativa diretta dal generale Cerciello, accusato di corruzione. In realtà Davigo aveva lasciato la cooperativa subito dopo l'ingresso di Cerciello.
Berlusconi presentò un esposto alla Cassazione per presunte fughe di notizie ai suoi danni e per l'accanimento persecutorio del pool nei confronti delle sue aziende.
Il 20 giugno si diffuse la falsa notizia che Di Pietro sarebbe stato arrestato. Poco dopo, il 30 giugno, Bettino Craxi dalla Tunisia inviava un lungo fax a tutte le redazioni dei giornali in cui riportava i tabulati telefonici che gli aveva consegnato Parisi e si dichiarava disponibile a farsi interrogare da Salamone. In una lettera a il Giornale, Craxi spiegò che «le recenti inchieste stanno dimostrando che Mani Pulite era tutta un bluff. Avevo ragione io quando sostenevo che Di Pietro era manovrato». In una successiva missiva, Craxi denunciò un viaggio di Di Pietro in Costa Rica, durante il quale egli avrebbe concordato con «alti esponenti della finanza internazionale» le indagini di Mani pulite. Si scoprirà poi (sul momento, appena divulgate le accuse, Di Pietro aveva smentito di esser mai stato in Costa Rica e in Austria) che Di Pietro fu mandato colà per ragioni di sicurezza, in quanto un pentito aveva rivelato che la mafia voleva ucciderlo.

### Il dossier Achille e il caso Dinacci
Nel settembre 1995 Di Pietro denunciò due agenti della sua scorta: anziché proteggerlo, riferivano ad altri i suoi spostamenti. Denunciò anche l'agente del SISMI, Roberto Napoli, che confessò di averlo spiato su ordine dei servizi segreti (il cosiddetto «dossier Achille» ordinato da un mandante sconosciuto per infangare il pool) dalla fine del 1992.
Nel frattempo però Di Pietro ricevette nuove accuse: avrebbe pagato un affitto a prezzi stracciati per un appartamento nel centro di Milano e per abuso d'ufficio nel piano d'informatizzazione della procura di Milano, da lui diretto alla fine degli anni ottanta. Accuse di ogni tipo (tra cui il falso ideologico e l'abuso d'ufficio) arrivarono anche contro Davigo, Borrelli, Colombo e altri magistrati milanesi. A novembre la Procura della Repubblica di Roma indagò contro Borrelli, Davigo, Colombo e il GIP Italo Ghitti, perché avrebbero ricattato il capo degli ispettori ministeriali, Ugo Dinacci, tramite un'inchiesta su suo figlio Filippo.
Il 19 ottobre 1995 il Senato approvò con 173 voti favorevoli (Progressisti, Popolari, Lega e Rifondazione), 3 voti contrari e 8 astenuti una mozione di sfiducia individuale contrò il Ministro di Grazia e Giustizia Mancuso, accusato di aver aperto arbitrariamente ispezioni contro il pool di Mani Pulite a maggio; il Polo abbandonò l'Aula e non partecipò al voto. Il ministero fu assunto ad interim da Dini stesso, mentre Mancuso, ormai decaduto dal suo incarico, aderirà poco tempo dopo a Forza Italia.
Il 20 dicembre 1995 fu chiesto parallelamente il rinvio a giudizio di Di Pietro per «concussione e abuso d'ufficio» (si trattava in particolare delle note frequentazioni di Di Pietro con il bancarottiere Gorrini e con il capo dei vigili urbani milanesi Eleuterio Rea); e di Paolo Berlusconi, Cesare Previti, Ugo Dinacci (magistrato e ispettore ministeriale in missione a Milano) per avere ordito un complotto contro l'ex PM, costringendolo ad abbandonare la magistratura. I GIP bresciani accertarono che Di Pietro non aveva commesso nessun reato; al massimo avrebbe potuto rispondere, come magistrato, di alcuni comportamenti sul piano disciplinare. Ma poiché magistrato non era più, ogni questione penale era chiusa. Allo stesso modo stabiliranno che non c'era stata alcuna congiura per far dimettere Di Pietro, dato che la sua decisione di lasciare la magistratura era precedente a ogni possibile manovra del clan berlusconiano.
Fra la fine del 1996 e l'inizio del nuovo anno, Di Pietro e il pool vennero via via scagionati da tutte le accuse. Già a dicembre 1995, il GIP di Brescia archiviò tutte le inchieste di Salamone. Quest'ultimo venne anzi censurato e denunciato al CSM: era il fratello di un uomo fatto condannare da Di Pietro a 18 mesi di carcere. Il 16 gennaio 1998 Salamone fu condannato definitivamente dal CSM.
Il 29 marzo, il GIP di Brescia assolse Di Pietro per tutti i reati a lui ascritti (in particolare per le accuse di Gorrini) con la formule: «I fatti non sussistono». La Corte d'appello confermò successivamente questa sentenza il 9 luglio 1997. La sentenza, inoltre, accusava Gorrini di aver concordato le varie accuse contro Di Pietro insieme a Paolo Berlusconi e a Sergio Cusani.
I sottufficiali dei carabinieri Giovanni Strazzeri e Felice Corticchia vennero condannati per calunnia nei confronti di Di Pietro. Salamone ha successivamente denunciato Di Pietro per diffamazione, ma la sua citazione fu successivamente rigettata dal Tribunale civile di Roma il 13 ottobre 2003.
Sempre nel 1996 si tennero le nuove elezioni politiche anticipate: vinse L'Ulivo, coalizione di centrosinistra. Romano Prodi diventò Presidente del Consiglio e Di Pietro fu nominato Ministro dei Lavori Pubblici. Si dimise pochi mesi dopo perché raggiunto da nuove accuse. Definitivamente prosciolto, nel 1997, si candidò al Senato con L'Ulivo, nel collegio del Mugello, ritenuto un collegio «blindato» del centrosinistra, rimasto vacante per le dimissioni di Pino Arlacchi, dove fu eletto con circa il 67% dei consensi battendo Giuliano Ferrara, avversario del Polo che deliberatamente si candidò contro Di Pietro (prese il 16,14% dei voti), e Sandro Curzi, sostenuto da PRC e Verdi che prese il 13%.

## Avvenimenti successivi e conseguenze
L'apparente trionfo della «rivoluzione dei giudici» si dimostrò di breve durata. Quando la Prima Repubblica sprofondò definitivamente, «ci fu la reazione (imprevista) di un pezzo minoritario ma assai rampante della borghesia, guidato da Silvio Berlusconi, che deviò la rotta che giornali, magistrati e poteri economici (soprattutto quelli che si radunavano attorno alla famiglia Agnelli) avevano previsto. È nata così [...] la seconda repubblica».
Fra la metà degli anni novanta e i primi anni del nuovo secolo la questione della corruzione politica calò nell'ordine delle priorità dell'azione pubblica. Simbolo drammatico di questo ritorno al passato fu, da un lato, un nuovo scandalo che coinvolse le Ferrovie dello Stato nel 1996 e, dall'altro lato, il suicidio dell'imprenditore brianzolo Ambrogio Mauri, regolarmente escluso dagli appalti per la fornitura di automezzi perché si rifiutava di pagare tangenti, il 21 aprile 1997.
Un'altra chiave interpretativa del calo di tensione intorno alle inchieste è stata offerta dal passaggio dalle inchieste macroscopiche contro i personaggi pubblici a quelle contro la criminalità diffusa nella società.
«Finché – disse Borrelli – si trattò di colpire i grandi della politica, non ci furono grandi reazioni contrarie, anzi. Ma quando si andò oltre, apparve chiaro che la corruzione non riguardava solo la politica, ma larghe fasce della società: investiva gli alti livelli proprio in quanto partiva dal basso. Il cittadino medio ebbe la sensazione che i “moralisti” della Procura di Milano volessero davvero passare lo straccio bagnato su tutta la facciata del Paese, sulla coscienza civile di tutti gli italiani. Parlo del cittadino medio che vive spesso di piccoli espedienti, amicizie, raccomandazioni, mancette per campare e rimediare all'inefficienza della PA. A quel punto la gente cominciò a dire: “Adesso basta, avete fatto il vostro lavoro, ci avete liberato dalla piovra della vecchia classe politica che ci succhiava il sangue, ma ora lasciateci campare in pace”».
Anche Piercamillo Davigo e Marcello Maddalena (magistrato di Torino) espressero concetti analoghi: parlando con un collega, Davigo disse che «i progressisti ci distruggeranno e lo faranno con più astuzia di quelli del centrodestra: senza farsene accorgere, senza strillare, e questa volta senza nemmeno incontrare ostacoli dall'altra parte. Saranno tutti d'accordo, quando si tratterà di disarmarci».
Maddalena aggiunse che sarebbe stata la sinistra ad attuare la normalizzazione, spiegando che «d'altra parte è sempre stato così: facile stare dalla parte dei magistrati quando si è all'opposizione. Ma basta che un partito si avvicini all'area di Governo, e automaticamente vede i poteri di controllo indipendenti – dalla magistratura alla stampa – come una minaccia. È un processo che è già iniziato con il Governo Dini, e che proseguirà ora che al Governo tecnico è subentrato un Governo politico. Avremo ben poco da stare allegri, nei prossimi anni».

### La strategia della prescrizione
Dopo il 1994 il rischio che i processi venissero cancellati a causa della prescrizione divenne molto concreto e la cosa era chiara sia ai giudici che ai politici. Durante questo periodo alcuni scrittori e commentatori politici individuarono una comune volontà di opporsi alla magistratura da parte di entrambe le coalizioni politiche. Secondo questi opinionisti – che all'epoca denunciarono un'asserita alleanza politica di fatto contro la magistratura – sia il Polo per le Libertà sia L'Ulivo (specialmente durante i governi presieduti da Massimo D'Alema) avrebbero ignorato le richieste del sistema giudiziario di finanziamenti per acquistare dotazioni e attrezzature. Secondo gli stessi autori, inoltre, le riforme giudiziarie promosse dal centrosinistra avrebbero reso i già penosamente lenti processi italiani ancora più lenti e avrebbero reso più facile e frequente la caduta in prescrizione di numerosi reati.
Al contrario, la totalità della dottrina ha salutato positivamente l'intento del legislatore di introdurre nell'ordinamento italiano i principi del primato del contraddittorio e della parità delle armi tra accusa e difesa – entrambi tipici dei sistemi giuridici delle democrazie liberali europee – pur manifestando talvolta qualche riserva in merito alla loro applicazione concreta.

### Craxi e Previti
I destinatari più illustri delle inchieste condotte dalla magistratura milanese ebbero sorti diverse. Craxi accumulò diversi anni di condanne definitive e scelse la latitanza – secondo i suoi sostenitori, l'esilio volontario – ad Hammamet in Tunisia, dove risiedette dal 1994 fino alla sua morte, avvenuta il 19 gennaio 2000.
Al momento della morte Craxi aveva collezionato due condanne definitive (5 anni e 6 mesi per corruzione nell'inchiesta Eni-SAI, 4 anni e 6 mesi per finanziamento illecito della Metropolitana Milanese) e il 15 ottobre 1999 attraverso i suoi legali presentò ricorso presso la Corte europea dei diritti dell'uomo contro la condanna per finanziamento illecito, sostenendo che la Procura di Milano aveva abusato dei propri poteri e che la Corte d'appello (per via del presidente Renato Caccamo) aveva fissato la data del secondo processo d'appello prima di ricevere il fascicolo dal tribunale, con un'idea preconcetta sulla colpevolezza dell'imputato dovuta ad una campagna di stampa colpevolista. Il 31 ottobre 2001 la Corte respinse il ricorso, sostenendo che i magistrati milanesi non hanno abusato dei propri poteri, che l'iter giudiziario ha seguito i canoni del «giusto processo» e che il presidente Caccamo non aveva nessun'idea preconcetta nei confronti di Craxi (le cui riserve «non si fondano su nessun elemento concreto»), aggiungendo che l'ex segretario socialista è stato condannato per corruzione e non per le sue idee politiche.
Nel 2002 invece lo Stato fu condannato per violazione dell'articolo 6 (sul giusto processo), in quanto durante i processi a carico di Craxi, i suoi legali non avevano potuto interrogare in aula tutti i testimoni. Nel 2003 inoltre è stato accolto il ricorso presentato dall'ex presidente del Consiglio (e portato avanti, dopo la sua morte, dai familiari) contro lo Stato, condannato per violazione dell'articolo 8 della Convenzione europea dei diritti umani, che sancisce il diritto al rispetto della vita privata. Si tratta della seconda vittoria postuma per Bettino Craxi a Strasburgo. La vicenda in questione riguarda le intercettazioni telefoniche tra la residenza tunisina di Craxi, ad Hammamet, e l'Italia, disposte dalla magistratura milanese nel 1995, nel quadro del processo "Metropolitana Milanese". Su questo episodio la Corte ha emesso una duplice condanna. I giudici europei, all'unanimità, hanno constatato che «le autorità italiane non hanno seguito le procedure legali», quando, durante un'udienza del processo, furono letti dal pm milanese Paolo Ielo degli estratti delle intercettazioni. Infatti, «non c' è stata un'udienza preliminare nel corso della quale le parti e il giudice avrebbero potuto escludere i passaggi delle conversazioni intercettate privi di rapporto con la procedura».
Nel 1998 invece Cesare Previti, ex avvocato del gruppo Fininvest e parlamentare di Forza Italia, evitò il carcere grazie all'intervento del Parlamento che votò contro la richiesta d'arresto, anche se Berlusconi e i suoi alleati erano all'opposizione. Il procedimento proseguì e produsse una condanna per corruzione in atti giudiziari, confermata dalla Cassazione, con la conseguenza della decadenza dalla carica di deputato nel 2007, a seguito della perdita dei requisiti di elettorato passivo.

### Le elezioni del 2001: le vittorie di Berlusconi e l'affermazione elettorale di Di Pietro
Le elezioni politiche del 2001 segnarono una nuova vittoria di Silvio Berlusconi e della Casa delle Libertà, la coalizione che lo sosteneva, i quali ebbero la meglio sull'Ulivo e sul suo candidato Francesco Rutelli. L'esito elettorale fu considerato un segnale importante della nuova considerazione che Mani pulite aveva, a distanza di dieci anni, nell'opinione pubblica: un atteggiamento indifferente se non ostile per quella che venne considerata una stagione chiusa. Persino i politici che nel biennio 1992-1994 avevano sostenuto apertamente il pool cambiarono idea: la Lega Nord denunciò un uso abusivo e prevaricatore della giustizia da parte di certa magistratura, Gianfranco Fini riconobbe i meriti dei giudici nel saper eliminare un sistema corrotto, ma sostenne che essi non avevano saputo fermarsi entro i propri confini.
Antonio Di Pietro, dopo non aver dato la fiducia nel 2000 al governo Amato II si candidò da solo con il movimento Italia dei Valori nelle elezioni politiche del 2001 e, nonostante avesse conseguito il 3,89% dei suffragi, non riuscì ad entrare in Parlamento, a causa della soglia di sbarramento della legge elettorale. L'ingresso avvenne poi, nel 2006, a seguito della vittoria elettorale di Prodi, che lo nominò di nuovo Ministro, e fu confermato nel 2008 dalla scelta di Veltroni di consentire solo all'IdV l'apparentamento con il suo Partito Democratico.

## Statistiche
L'inchiesta Mani pulite, durata due anni e condotta da cinque magistrati, ha portato a 1.300 fra condanne e patteggiamenti definitivi.
Gli autori del libro Mani pulite. La vera storia (2012) affermano che dei 430 assolti nel merito (il 19%), non tutti sono stati riconosciuti estranei ai fatti. Alcuni imputati (gli autori citano come esempio 250 imputati per le tangenti riguardanti la Cariplo) pur avendo commesso il fatto, non sono stati ritenuti punibili: i giudici hanno ritenuto che il fatto sia stato commesso, ma li hanno assolti con la formula «il fatto non costituisce reato» in quanto non vennero considerati pubblici ufficiali. In quest'ottica gli assolti perché riconosciuti estranei ai fatti contestati scenderebbero a circa 150 (il 6%). Gli autori aggiungono inoltre che di quei 150 molti sono stati assolti grazie alle riforme giudiziarie dell'Ulivo, che tramite l'art. 513 c.p.p. (giudicato poi incostituzionale) e la riforma denominata «giusto processo», hanno invalidato le prove di vari procedimenti.
Vi è tuttavia da dire che nel momento in cui vi è una promessa corresponsione in denaro o altra utilità ad una persona perché questa ponga in essere un determinato atto, nell'ordinamento giuridico italiano non vi è alcun reato, a meno che quest'ultima non sia appunto un pubblico ufficiale, nel qual caso possono profilarsi i reati di corruzione o concussione. Viceversa, come risulta nella maggioranza dei processi di Mani pulite conclusisi con l'assoluzione, la questione attiene ai rapporti tra privati cittadini che non integrano in alcun modo il fatto-reato.
È stato infine sottolineato da autorevole dottrina come l'orientamento della magistratura nel suo complesso sia stato, in quel periodo, particolarmente rigorista in ambito di reati contro la pubblica amministrazione: ciò sarebbe stato permesso, tra l'altro, dalla peculiare indeterminatezza di fondo della fattispecie di concussione (art. 317 c.p.), ritenuta suscettibile di rilievi di incostituzionalità. È stata infatti ricondotta a «concussione» anche la condotta del pubblico ufficiale che aveva ricevuto danaro da privati senza aver esercitato su di loro alcun tipo di pressione, limitandosi a beneficiare degli effetti dell'operato di chi l'aveva preceduto nella carica (cosiddetta «concussione ambientale»).
Un tale rigorismo è stato difeso dall'ex procuratore Gerardo D'Ambrosio, ancora tre lustri dopo:

### Il costo delle tangenti
Nel 1992 l'economista Mario Deaglio calcolò la ricaduta economica del giro di tangenti sui conti dello Stato, e quindi, in definitiva, sulle tasche dei cittadini. Infatti, la lievitazione dei costi degli appalti, finalizzata all'ottenimento dei margini fraudolenti, nonché i lavori pubblici inventati per generare il giro di tangenti, ha una ripercussione rilevante sui costi che lo Stato si accolla per la gestione della cosa pubblica, tale che, in alcuni casi, l'esborso per le opere pubbliche viene ad essere due, tre, quattro e più volte il corrispettivo per analoghe opere pubbliche realizzate in altri Paesi europei.
Deaglio ha stimato che il giro delle tangenti generasse orientativamente:
- 10.000 miliardi di lire annui di costi per i cittadini;
- un indebitamento pubblico fra 150.000 e 250.000 miliardi di lire;
- tra 15.000 e 25.000 miliardi di interessi annui sul debito pubblico.

Secondo uno studio del settimanale Il Mondo, pubblicato nel 1992, la linea M3 della metropolitana di Milano costava 192 miliardi a chilometro, contro i 45 miliardi della metropolitana di Amburgo; il passante ferroviario aveva previsioni di spesa per 100 miliardi a chilometro in dodici anni di lavoro, mentre quello di Zurigo (costruito in sette anni) costava 50 miliardi a chilometro; i lavori per l'ampliamento dello stadio Giuseppe Meazza sono costati più di 180 miliardi e sono durati più di due anni, quelli dello stadio Olimpico di Barcellona sono costati 45 miliardi e sono stati completati in 18 mesi.
Di fatto, il 1992 fu un anno drammatico per i conti dello Stato, con l'Italia che si trovava lontanissima dai parametri di Maastricht per entrare nell'Unione europea; il tasso d'inflazione era al 6,9% (invece che al 3), il deficit di bilancio all'11% (anziché al 3), mentre il rapporto debito/PIL era al 118% (non doveva superare il 60). Il 13 agosto 1992 l'agenzia Moody's declassò la valutazione italiana ad Aa2 per via dell'insicurezza degli investimenti realizzabili in Italia in quel momento, mentre il 16 settembre il valore della lira negli scambi con le altre monete crollò fino al punto da uscire dallo SME.
Per porre un argine alla bancarotta, il governo Amato fu costretto a varare, nell'autunno di quell'anno, una legge finanziaria pesantissima per l'epoca: 93.000 miliardi di tasse, con in aggiunta il prelievo forzato del 6 per mille su tutti i conti correnti bancari italiani, considerato il vero e proprio «scontrino finale» di Tangentopoli. Si attuò la privatizzazione di quattro importanti aziende pubbliche – Enel, Eni, INA e IRI – e a questo proposito l'ex presidente Consob Guido Rossi dichiarò: «Senza Mani pulite non ci sarebbe stata la svolta delle privatizzazioni e l'Italia non sarebbe uscita dal suo sistema di "capitalismo senza mercato"».
Nel 1996, al momento dell'insediamento del governo Prodi, la situazione dei conti era migliorata, anche se ancora lontana dai parametri europei: il tasso d'inflazione era al 4,7%, il deficit di bilancio al 6,6%, il rapporto debito/PIL al 123%.

## La critica storiografica
Già mentre il fenomeno era in corso, si avanzò il sospetto che fosse insufficiente a sradicare stabilmente la corruzione dai costumi politico-amministrativi dell'Italia.
Nel rapporto La corruzione politica al Nord e al Sud. I cambiamenti da Tangentopoli ad oggi, curato dal professor Rocco Sciarrone per la Fondazione Res, è ad esempio emerso che i crimini di corruzione del successivo ventennio hanno visto che «quasi la metà dei politici coinvolti (oltre il 40%) fa carriera a cavallo tra il pre e post Tangentopoli. La quota meno rilevante di politici corrotti è uscita di scena con Mani pulite (26,6%) mentre quasi un terzo del totale (31,6%) ha avviato la sua carriera dopo quello spartiacque».
La critica storiografica successiva si è domandata perché appare fondato il sospetto che l'inchiesta sia stata insufficiente a sradicare il fenomeno corruttivo in Italia: era stato molto semplice "trovare un capro espiatorio nella corruzione dei partiti. Dimenticando che l’esplosione della spesa pubblica si era accompagnata a pratiche del consenso, distributive e clientelari, delle quali gli stessi cittadini avevano usufruito. E che la stessa corruzione era un fenomeno che poneva in relazione la politica con quella società civile che si voleva monda da ogni colpa".

### La rivalutazione di Mani pulite
Mani pulite è tuttora al centro di un ampio dibattito storiografico e politico. Le inchieste sono state difese e rivalutate da molti sostenitori della «politica pulita» come i giornalisti Massimo Fini, Peter Gomez e Marco Travaglio, che hanno scritto libri e articoli in difesa dei magistrati. Molti hanno visto in Mani pulite una «rivoluzione pacifica della società civile», riprendendo una definizione di Indro Montanelli..
Per altro verso, è stato notato che "le conseguenze di Tangentopoli avrebbero finito per essere rivoluzionarie per molti dei principali politici associati con la Prima Repubblica, ma l’inchiesta aveva poco in comune con la maggior parte delle rivoluzioni. Ad esempio non si trattava di un tentativo di rovesciare lo Stato in nome della causa di un nuovo gruppo o di una classe o tantomeno in nome di un nuovo ideale. Né ci si trovava di fronte al caso di politici sconfitti e sottoposti a giudizio dopo la caduta di un precedente regime, come avviene nel caso di delle dittature fasciste, comuniste, o di qualsiasi altro tipo. Ciò che in realtà merita di essere sottolineato, è il modo in cui i giudici stessi si trovarono a «portare in giudizio un regime addirittura prima della sua caduta» (Piercamillo Davigo). Bastò che alcuni giudici facessero uso delle leggi penali esistenti, molte delle quali erano state approvate dagli stessi politici ora sotto processo, affinché si arrivasse a delegittimare non soltanto singoli uomini politici o fazioni, ma un’intera classe politica."

### La proposta di commissione parlamentare d'inchiesta
Fin dal 1992 venne proposta l'istituzione di una commissione parlamentare d'inchiesta su Tangentopoli per accertare gli illeciti arricchimenti conseguiti da titolari di cariche elettive e direttive, nonché per formulare idonee proposte per la devoluzione allo Stato dei patrimoni di non giustificata provenienza e per la repressione delle associazioni a delinquere di tipo politico. Nella XI legislatura la Camera dei deputati giunse ad approvare all'unanimità, il 7 luglio 1993, un testo unificato che recepiva l'esigenza della Commissione d'inchiesta, ma il relativo disegno di legge (divenuto Atto Senato n. 1369) si arenò in Commissione al Senato.
Nella successiva legislatura la proposta ottenne un parere favorevole da parte della Commissione Giustizia del Senato. Ma perse di spinta propulsiva dopo che fu approvato un emendamento della maggioranza che puntava ad orientarne i lavori di ricerca storiografica: esso intendeva accertare se la conduzione delle inchieste avesse riscontrato omissioni o «zone bianche»; si trattava di un indirizzo che – non escludendo una conduzione selettiva o «mirata» di quelle inchieste – andava oggettivamente in consonanza con la richiesta, avanzata dalla Tunisia, da Bettino Craxi.
La proposta – con il discusso emendamento, che ne stravolgeva il senso originario – fu votata dalla Camera, nella nuova legislatura, il 3 novembre 1998, durante la quale venne rigettata, insieme alle varie discordanti proposte avanzate dagli altri gruppi parlamentari.
L'idea di una Commissione d'inchiesta riprese velocità dopo che il gruppo di Forza Italia (primi firmatari i deputati Giuseppe Pisanu e Franco Frattini) depositò il 28 settembre 1999 una proposta di Commissione bicamerale di inchiesta sui comportamenti dei responsabili pubblici, politici e amministrativi, delle imprese pubbliche e private e sui loro reciproci rapporti (A.C. 6386), e una proposta identica di Commissione monocamerale, da istituire presso la Camera dei deputati, sempre ai sensi dell'articolo 82 della Costituzione. Lo stesso giorno proposte simili furono avanzate dai partiti SDI e DS.
Il 21 gennaio 2000, l'allora Presidente del Consiglio Massimo D'Alema rilanciò l'idea in un intervento alla Camera. Ma anche stavolta le divisioni e le divergenze fra i vari partiti fecero naufragare il progetto.
Lo scivolamento dello strumento dell'inchiesta nell'intento di riscrittura della storia del decennio passato divenne esplicito nella XIV legislatura. Paradossalmente, dagli eredi (anche familiari) di Bettino Craxi non giunse che una riedizione del testo licenziato dalla Camera il 26 gennaio 2000 (vedasi l'Atto Camera 1427, mentre l'Atto Camera 1867 riproduce il testo del Senato): la pacatezza della proposta derivò probabilmente dal diverso strumento prescelto per ottenere la «riabilitazione» del defunto, e cioè i due ricorsi dichiarati ammissibili dinanzi alla Corte dei diritti umani di Strasburgo. Fu invece proprio del progetto di legge n. 2019 (d'iniziativa Fabrizio Cicchitto e Michele Saponara) l'aver proposto l'istituzione di una «Commissione parlamentare di inchiesta sull'uso politico della giustizia», che oltre a «disfunzioni» accertasse «l'eventuale presenza all'interno dell'ordine giudiziario di orientamenti politico-ideologici e rapporti di interdipendenza con forze politiche parlamentari o extra parlamentari; l'eventuale influenza di motivazioni politiche sui comportamenti delle autorità giudiziarie; le conseguenti deviazioni della giustizia determinate dalla gestione politicamente mirata dell'esercizio dell'azione penale; l'effettività del principio costituzionale dell'obbligatorietà dell'azione penale, e l'eventuale esistenza di un esercizio discrezionale e selettivo della funzione giudiziaria; gli eventuali tentativi di interferenza di magistrati, singoli o associati, con l'attività parlamentare e di Governo, in contrasto con il principio costituzionale della separazione dei poteri».
L'introduzione di questo ulteriore, e diverso oggetto dell'inchiesta determinò l'insuccesso della proposta, che non ebbe più seguito dopo la fine della XIII legislatura. Da un lato chi riteneva che la propria parte politica fosse vittima di un uso politico delle indagini, trovatosi al potere con la XIV legislatura, impegnò il Parlamento non più con proposte di commissioni d'inchiesta ma direttamente con leggi volte a prevenire il fenomeno denunciato. Chi invece riteneva che si dovesse indagare se le indagini della magistratura avevano colpito più qualcuno che qualcun altro (e se ciò sia dipeso solo «dalla facilità di reperire prove in un caso o di riscontrare un maggior grado di corruzione in un altro») – e a tal fine auspicava l'istituzione di una «Commissione che [...] non dovrebbe occuparsi né di corrotti, né di corruttori, ma della corruzione» – già all'epoca invitava a diffidare dall'utilizzo dell'inchiesta per riportare al suo interno la polemica contro determinate inchieste e in prosieguo giunse a stigmatizzare le «antiche provenienze» (in tema di schieramenti politici sul tema giustizia) come un classico caso in cui «i morti hanno afferrato i vivi».

### Critiche
Il pool di Mani pulite e le loro indagini sono stati oggetto di forti critiche. Ad esempio Silvio Berlusconi ha dichiarato:
(Silvio Berlusconi, 30 settembre 2002.)
Mentre taluno sostiene che nessun esempio sarebbe mai stato trovato per dimostrare tale accusa, altri citano i casi di alcuni suicidi giudicati eloquenti. Il manager pubblico Gabriele Cagliari, ex presidente dell'Eni, si soffocò con una busta di plastica nel carcere di San Vittore il 20 luglio 1993: nella versione poi diffusasi nell'ambiente politico sarebbe stato vittima della Procura di Milano perché, prima di compiere l'estremo gesto, avrebbe più volte chiesto ai magistrati di essere interrogato per chiarire la sua posizione. Risulta però che al momento del suicidio, per il pool di Di Pietro fosse già uomo libero, visto che ne aveva già richiesto la sua scarcerazione: Cagliari era tenuto ancora in carcere per un altro processo milanese, quello sul caso Eni-Sai (uno dei processi che portò alle condanne definitive di Craxi). Stando a quanto ricostruito successivamente a Cagliari, sentito dal pubblico ministero Fabio De Pasquale, erano stati promessi gli arresti domiciliari, probabilmente anche in virtù delle sue dichiarazioni sulla tangente che Salvatore Ligresti avrebbe pagato a DC e PSI, ma l'arresto di Ligresti il 19 luglio, che diede una ricostruzione differente dei fatti, portò la Procura a ritenere che un'eventuale scarcerazione di Cagliari gli avrebbe consentito di inquinare eventuali prove. Pochi giorni dopo, il 23 luglio, anche l'imprenditore Raul Gardini si tolse la vita in casa a Milano, poco prima di ricevere l'avviso di garanzia per le indagini nei suoi confronti. I detrattori di Mani pulite sottolineano come la misura cautelare della custodia in carcere, la massima prevista dall'ordinamento, fosse stata utilizzata nei confronti di persone per lo più incensurate, socialmente, lavorativamente e familiarmente inserite, così che qualsiasi pericolo di fuga, inquinamento probatorio o reiterazione del reato non fosse ragionevolmente ipotizzabile, o tutt'al più scongiurabile, mediante semplici arresti domiciliari: tutte misure che avrebbero dovuto essere assunte per limitare l'impatto delle indagini sulla vita personale dei rei, e che non sarebbero state assunte per le predominanti esigenze di visibilità dei magistrati inquirenti.
Un'altra critica riguarda il presunto uso politico della giustizia per denigrare e portare allo scioglimento partiti o movimenti politici. Si ritiene che dalle inchieste di Mani pulite siano stati colpiti esclusivamente esponenti politici della DC o del PSI, e nessun esponente politico di rilievo del PCI. Giulio Maceratini osservò che questa miratezza delle indagini non poteva essere una casualità ed era stata consapevolmente voluta per affondare il PSI e la DC, favorendo l'elezione del PCI che fino ad allora non era mai riuscito a governare l'Italia tramite le libere elezioni. Maceratini affermò inoltre che sembra strano che, in un ambiente così corrotto come era l'Italia di quei tempi descritta dai magistrati di Mani pulite, il PCI non avesse tratto nessun beneficio dal sistema politico economico vigente: a queste dichiarazioni Gianfranco Fini, presidente dello stesso partito di Maceratini, rispose che «qui e fuori di qui la stragrande maggioranza degli italiani ha un sentimento di gratitudine per quei magistrati che hanno smascherato il volto perverso del sistema tangentocrate. Detto questo è evidente che da parte nostra non ci deve essere alcun timore per ogni indagine che viene fatta». Peraltro alcuni eredi della tradizione comunista sono apparsi più travagliati in ordine alla questione della deriva consociativa sottostante alla Prima Repubblica, che coinvolgeva anche il loro partito. In merito a queste critiche è stato fatto notare dal giornalista Marco Travaglio che «i primi due politici arrestati in Mani Pulite erano dell'ex Pci: Soave e Li Calzi. Il pool di Milano inquisì quasi l'intero vertice del Pci-Pds milanese. E poi le prime elezioni dopo Tangentopoli non le vinsero le sinistre: le vinse Berlusconi». Inoltre furono indagati anche Marcello Stefanini, segretario amministrativo nazionale del PDS, successivamente prosciolto, e Primo Greganti, uomo legato al partito comunista che subì «uno dei più lunghi periodi di custodia cautelare».
Altro addebito – di tipo eminentemente processuale – fu quello fondato sullo squilibrio conoscitivo tra magistratura requirente e giudicante, che rendeva necessitate molte delle decisioni di competenza di quest'ultima (specie quelle cautelari, assunte necessariamente in assenza di contraddittorio con la difesa): già nel processo a Cusani la difesa lamentava che alcune decisioni del GIP riproducevano note a margine e post-it apposti sul fascicolo con la grafia di Antonio Di Pietro. Tuttavia il 17 febbraio 2002, in un'intervista a TV7, il GIP milanese Italo Ghitti ammise che le decisioni da lui assunte tra il 1992 e il 1993 erano spesso pedissequi accoglimenti delle richieste della Procura della Repubblica, non essendogli possibile o pratico revisionare tutti gli elementi di prova (che venivano ritenuti fondati spesso senza neppure aver avuto il tempo di esaminarli): a sua volta, sostenne Ghitti, lo stesso PM spesso prende per buone le attività di indagine effettuate dalla polizia giudiziaria, senza un reale riscontro.
Nel 1994, il governo Berlusconi inviò degli ispettori per indagare su eventuali scorrettezze commesse dai magistrati della Procura di Milano, tra cui quelli del pool di Mani pulite. Nella loro relazione finale, presentata il 15 maggio 1995, gli ispettori riferirono al nuovo Governo affermando:
(Relazione finale degli ispettori inviati dal governo Berlusconi I, 15 maggio 1995.)
Un altro acerrimo critico dei magistrati di Mani pulite è il critico d'arte e politico Vittorio Sgarbi: i suoi attacchi televisivi ai giudici ed al giustizialismo raggiunsero livelli tali che la Corte costituzionale, con le sentenze n. 10 e 11 del 2000, sottrasse i giudici all'area dell'insindacabilità delle opinioni espresse da un parlamentare (di cui all'articolo 68, primo comma della Costituzione). ovverosia: la Corte stabilì che l'insindacabilità parlamentare prevista dall'art. 68 Cost. non si applica automaticamente a tutte le opinioni espresse da un parlamentare, ma solo a quelle strettamente funzionali all'esercizio delle sue funzioni istituzionali. In particolare, escluse che le dichiarazioni di Vittorio Sgarbi, pronunciate in contesti televisivi e rivolte ai magistrati di Mani pulite, potessero rientrare nella tutela costituzionale, in quanto prive di un legame diretto con attività parlamentari. Di conseguenza, tali affermazioni non erano coperte dall’immunità e potevano essere valutate dall’autorità giudiziaria nell’ambito di procedimenti per eventuali reati, come la diffamazione.

## Nella cultura di massa
Il termine «Tangentopoli» negli anni successivi all'inchiesta Mani pulite venne ripreso per essere adattato ad altri tipi di scandali giudiziari («Affittopoli», «Vallettopoli», «Calciopoli», ecc.).
Il termine, nel periodo delle inchieste, venne utilizzato anche per due giochi da tavolo, chiamati Tangentopoli, la lunga corsa della corruzione e Il gioco di Tangentopoli, realizzato dalla casa italiana G.E.MI - Grandi Edizioni Milanesi. Nel 1993 uscì poi un videogioco, edito dalla Xenia edizioni e ideato da Guglielmo Duccoli e Roberto Piazzolla, dal titolo Il grande gioco di Tangentopoli, dove chi interpretava il «giudice De Petris», che combatteva a colpi di avvisi di garanzia gli onorevoli di PLI, PSDI e DC, doveva impedire la crescita della bandiera del PDS e dell'edera del PRI, evitare di essere colpito dalle inchieste ministeriali sulla magistratura e contemporaneamente evitare che versioni Pac-matizzate di Bettino Craxi, Paolo Cirino Pomicino e Pietro Longo si impossessassero del denaro degli appalti pubblici.
Nel 2013 è uscito un album, Mani Pulite, creato dall'eponimo gruppo e prodotto dalla 20100 Records in collaborazione con East Milan. L'opera affronta e rivisita in chiave satirica, fatti scottanti e controversi della storia italiana degli ultimi quarant'anni.

## Filmografia
- Mani Pulite - Mariuoli a Milano.
- Mani Pulite - Gli uomini d'oro.
- Mani Pulite - I viceré.
- Mani Pulite - Il duello.

Tutti i quattro film documentari, curati da Pino Corrias, Renato Pezzini, Roberto Capanna, Peter Freeman e Paolo Luciani, sono stati trasmessi da Rai 2 nel 1997, ogni mercoledì dal 18 giugno al 9 luglio alle 20:50.
- 1992, serie trasmessa su Sky Atlantic e su Sky Cinema 1 dal 24 marzo 2015, prodotta da Wildside in collaborazione con Sky e LA7. Narra in chiave romanzata le vicende che hanno portato a Tangentopoli attraverso i punti di vista di sei diversi personaggi, le cui storie si intrecciano tra loro e con altri noti personaggi dell'Italia dell'epoca.
- 1993, sequel della precedente serie.
- 1994, sequel della precedente serie.